# 谷ちあき
ちあき（1988年11月11日 - ）は、日本の女性ファッションモデル、女優である。旧芸名は谷ちあき。

## 人物・来歴
- 東京都出身。
- プロマージュ所属。
- 趣味：カラオケ　特技：バレーボール、料理、フラフープ
- 2007年に2008年三愛水着イメージガールに選ばれる。
- 2008年2月2日放送分から2010年6月5日放送分まで「王様のブランチ」（TBS系）のリポーター。
- 同年結成されたプロマージュの芸能人女子フットサルチーム「Team Blue Mountain」のキャプテン。背番号は「10」。チームは2009年をもって解散。
- 好きな食べ物…チーズ料理。夢は世界のチーズを食べ歩くことらしい。
- 嫌いな食べ物…ない。昔は食べられないものがいろいろとあったらしい。
- 大のディズニー好きで、特にティンカーベルが好きらしい。
- 好きな色はピンク。自身の部屋も全て濃いピンクで統一されている。
- ブランチリポーター卒業後、公式ブログと所属事務所内公式プロフィールが削除された。
- 自身のtwitterにて、久々の芸能活動となる舞台出演を発表。
- 「王様のブランチ」で共演したはしのえみのブログにて、出産していることが明かされた。[1]
- フットサルチームに所属した経験もあるなどスポーツウーマンでもあり、本人も「食べるのは好きだけど、動くのも好き」と語っている[2]。

## 出演

### テレビ番組
- 王様のブランチ（TBS、2008年2月2日 - 2010年6月5日）
- ブランニュー（テレビ東京、2008年7月6日）
- アメリカザリガニのアイドル★チェキ!II(GyaOジョッキー、2009年7月6日ゲスト出演)
- easy sports（テレビ朝日、2010年2月22日-2月26日ゲスト出演）

### DVD
- Angel Kiss（トリコ、2008年9月20日発売）
- ACCESS（ゴマブックス、2008年12月25日発売）

### 携帯サイト
- アイドルがイッパイ（アイパイ）

### 舞台
- Girls in a Circle(新宿タイニイアリス、2012年3月29日−4月1日)